# Lindanger-Klasse
Die Lindanger-Klasse bezeichnet eine Klasse von elf Produktentankern, deren Dual-Fuel Zweitaktmotoren mit dem Brennstoff Methanol angetrieben werden.

## Geschichte
Im November 2013 wurde der Tanker Lindanger als Typschiff der Klasse bestellt. Er wurde im November 2015 auf Kiel gelegt und im April 2016 an die norwegischen Reederei Westfal-Larsen in Bergen abgeliefert. Die von Westfal-Larsen als zweitgrößte Reederei in Norwegen mit Schwerpunkt Chemikalien- und Produktentanker bereederten Schiffe sind an die Reederei Waterfront Shipping mit Hauptsitz in Vancouver (Kanada) verchartert, das sich auf den Transport von Massenchemikalien und sauberen Erdölprodukten spezialisiert hat. Die Reederei ist eine hundertprozentige Tochtergesellschaft der Methanex Corporation, die als der weltweit größte Produzent und Lieferant von Methanol gilt und über eigene global verteilte Terminals und Tankanlagen verfügt.
Die Lindanger ist das erste Schiff mit Zweitaktmotor, das mit dem Kraftstoff Methanol betrieben wird. Vier weitere Tanker, die mit Methanol als alternativem Kraftstoff angetrieben werden, neben der Lindanger die Mari Boyle, die Mari Jone und die Leikanger, wurden von Hyundai Mipo Dockyard Co. (HMD) für die norwegischen Reeder Westfal-Larsen und Marinvest gebaut. Drei weitere Produktentanker der Klasse, die Manchac Sun, die Taranaki Sun und die Cajun Sun, wurden für die Reederei Mitsui OSK Lines (MOL) auf der japanischen Werft Minami Nippon Shipbuilding gebaut.
2018 wurden weitere vier weitere Tanker dieser Klasse bei der Hyundai Mipo Dockyard bestellt, die wie auch die sieben vorherigen für die Reederei Waterfront Shipping fahren werden.

## Schiffsbeschreibung
Die Dual-Fuel-Hauptmotoren vom Typ B&W 6G50ME-9.3 LGIB mit einer Nennleistung von 10.320 kW bei 100/min werden mit Methanol und MGO als Zündöl gefahren. Sie wurden von MAN Energy Solutions in Kopenhagen entwickelt und von der Motoren- und Maschinenbau-Abteilung von Hyundai Heavy Industries gebaut.
Die Hauptmotoren der auf der Werft Minami Nippon Shipbuilding für die Reederei Mitsui OSK Lines (MOL) gebauten Einheiten wurden von Mitsui Engineering & Shipbuilding (MES) gebaut und geliefert.